# Trăstenik
Trăstenik (bulharsky Тръстеник) je město ležící v severním Bulharsku, v Dolnodunajské nížině. Nachází se 7 km severozápadně od Dolné Mitropoliji, správního střediska stejnojmenné obštiny, a má přibližně 4 300 obyvatel.

## Historie
Ve městě byly objeveny čtyři thrácké mohyly a pozůstatky po několika malých římských osadách východně od obce v místech Četirite mogili, Štărbaški geran a Fondovite lozja. Nálezy jsou z 1. a 2. století. O dalším místním osídlení nejsou až do 15. století žádné zmínky. Později byla obec známa jako Maraški Trăstenik, aby se odlišila od současného města Slavjanovo, které se tehdy nazývalo Turski Trăstenik. Po vyhlášení Bulharského knížectví tu byl v letech 1880 až 1886 postaven kostel Nanebevzetí Panny Marie. V polovině dvacátých let dvacátého století zde byl realizován experimentální program  na vytvoření moderních vzorových hospodářství, který prosadil akademik Janaki Mollov a byl spolufinancován státem. V roce 1937 byla vedle kostela postavena zvonice.

## Obyvatelstvo
Ve městě žije 4 342 obyvatel a je zde trvale hlášeno 4 451 obyvatel. Podle sčítání 1. února 2011 bylo národnostní složení následující:
- Bulhaři: 3 392 (81.4 %)
- Romové: 507 (12.2 %)
- Turci: 238 (5.7 %)
- ostatní: 30 (0.7 %)